# 1,1,1-Tricloroetà
L'1,1,1-tricloroetà, també conegut com a metilcloroform, és un compost orgànic del tipus cloroalcà. Aquest líquid incolor d'olor dolça es va produir fa temps industrialment en grans quantitats com a solvent. Pel fet que ataca la capa d'ozó pràcticament s'ha deixat de produir.
El va obtenir primer Henri Victor Regnault el 1840. Industrialment, es produeix en dues fases a partir del clorur de vinil. Generalment, es considera que l'1,1,1-tricloroetà es considera un solvent polar. És un molt bon solvent per l'hexà i per a molts materials orgànics. Abans que el Protocol de Montreal el prohibís per ser una substància destructora de la capa d'ozó terrestre, es feia servir per netejar parts metàl·liques en components electrònics i també com un component d'adhesius. En els laboratoris ha estat substituït per altres solvents. S'ha usat com insecticida en fumigació.